# Premis Oscar de 1928
Els 1rs Premis Oscar van ser concedits el 16 de maig de 1929 a un sopar privat al Hollywood Roosevelt Hotel.

## Curiositats
Les entrades costaven 5 dòlars, i van assistir menys de 250 persones. Tota la cerimònia va tardar només 15 minuts. A diferència de cerimònies posteriors, els guanyadors van ser anunciats mesos abans del sopar. També és l'única cerimònia dels Oscar que no va ser retransmesa de cap manera.
A diferències de cerimònies posteriors, els premis podien ser concedits a un artista per diferents obres del mateix any. Emil Jannings, per exemple, va guanyar l'Oscar al millor actor pel seu treball a The Way of All Flesh i a The Last Command.
Aquesta fou l'única edició en què es concediren dos premis a millor pel·lícula, un com a millor producció i un altre com a millor Qualitat Artística. Així mateix fou l'única ocasió en què la categoria de millor director diferencià el premi entre pel·lícula dramàtica i còmica.

## Premis
| Millor pel·lícula / Producció | Qualitat Artística |
| --- | --- |
| - Wings (Lucien Hubbard per a Paramount Pictures) - The Racket (Howard Hughes per The Caddo Company) - 7th Heaven (William Fox per Fox Film Corporation)                                                                         | - Sunrise (William Fox per Fox Film Corporation) - Chang (Merian C. Cooper i Ernest B. Schoedsack per Paramount Pictures) - The Crowd (Irving Thalberg per MGM)                                                                 |
| Millor director - Drama | Millor direcció - Comèdia |
| - Frank Borzage per 7th Heaven - Herbert Brenon per Sorrell and Son - King Vidor per The Crowd | - Lewis Milestone per Two Arabian Knights - Ted Wilde per Speedy |
| Millor actor | Millor actriu |
| - Emil Jannings per The Way of All Flesh com a August Schiller i The Last Command com a Gran Duc Sergius Alexander - Richard Barthelmess per The Noose com a Nickie Elkins i The Patent Leather Kid com a The Patent Leather Kid | - Janet Gaynor per 7th Heaven com a Diane, Els àngels del carrer com a Angela i Sunrise com a L'esposa - Louise Dresser per A Ship Comes In com a Mrs. Pleznik - Gloria Swanson per Sadie Thompson com a Sadie Thompson         |
| Millor guió original | Millor guió adaptat |
| - Ben Hecht per Underworld - Lajos Biró per The Last Command | - Benjamin Glazer per 7th Heaven (sobre obra teatre d'Austin Strong) - Alfred Cohn per The Jazz Singer (sobre obra teatre de Samson Raphaelson) - Anthony Coldeway per Glorious Betsy (sobre obra teatre de Rida Johnson Young) |
| Millor fotografia | Millor direcció artística |
| - Charles Rosher i Karl Struss per Sunrise - George Barnes per The Devil Dancer - George Barnes per The Magic Flame - George Barnes per Sadie Thompson                                                                           | - William Cameron Menzies per The Dove - William Cameron Menzies per Tempest - Rochus Gliese per Sunrise - Harry Oliver per 7th Heaven                                                                                          |
| Millors efectes d'enginyeria | Millors disseny de crèdits |
| - Roy Pomeroy per Wings - Ralph Hammeras per (sense especificar) - Nugent Slaughter per (sense especificar) | - Joseph Farnham (sense especificar) - George Marion, Jr. (sense especificar) - Gerald Duffy per The Private Life of Helen of Troy                                                                                              |

## Premis Especials
- Charles Chaplin[1] - per actuar, escriure, dirigir i produir The Circus. [estatueta]
- Warner Brothers - per produir The Jazz Singer, pionera en el cinema sonor, que va revolucionar la indústria del cinema. [estatueta]